# Base aérienne 181 Ivato
La base aérienne 181 Ivato est une ancienne base de l'Armée de l'air française de 1929 à 1973, située dans l'île de Madagascar.
Sa désignation BA181 été reprise plus tard par la base aérienne 181 dans l'île de La Réunion.

## Histoire
Arrivé en avril 1929 dans l'île, le capitaine Ludovic Pinard, pilote issu du rang, implante le futur camp d'aviation des Forces aériennes de Madagascar à Ivato[réf. nécessaire]d'après la recommandation de Ludovic Hannebicque[réf. nécessaire], un notable local lui-même pilote.
En 1932 est construit le monument aux morts[réf. nécessaire] qui se situe face au portail d'entrée et qui existe toujours en 2024.
Vers la fin de 1934, le bâtiment de commandement est construit.
Les forces aériennes de Madagascar reçoivent leur fanion en juin 1937 des mains de l'épouse de Léon Cayla, gouverneur général de l'époque[réf. nécessaire].
En 1941, deux unités sont créées à Ivato : l'escadrille de chasse n°565 équipée de Morane-Saulnier MS.406 et l'escadrille de renseignement n°555 dotée de Potez 63-11[réf. nécessaire].
La guerre gagne Madagascar en mai 1942 et la base est occupée en septembre par les britanniques aidés des sud-africains. Elle passe dans le giron de la France combattante fin 1942.
Elle devient alors la Base aérienne équipée n°335. Deux unités sont implantées vers la fin des années 1940 : le groupe de liaisons aériennes n°50 (GLA 50) et l'escadrille Outre-Mer n°85 (EOM 85)[réf. nécessaire].
Ces deux unités fusionnent ensuite pour devenir le Groupe Aérien Mixte d'Outre-Mer n°50 (GAMOM 50).
Madagascar accède à l'indépendance le 26 juin 1960.
Le 24 juin 1967, l'aéroport international d'Ivato et la prolongation de la piste à 3 100 m est inauguré en présence de Pierre Mesmer.
En 1973, les aviateurs et les équipements sont transférés à la base aérienne de La Réunion, qui reprend le numéro 181. En 1976, le gouvernement malgache expulse l'armée française de ses installations[réf. souhaitée].

## L'ancienne base aérienne, de nos jours
Le site de l'ancienne base aérienne est aujourd'hui occupé par l'aéroport international d'Ivato, le principal aéroport de Tananarive, la capitale de Madagascar.

## Unités de la base aérienne
- L'Escadron d'Appui Aérien 2/21 volant en AD-4 "Skyraider" est implanté sur la base du 1er février 1964 au 1er septembre 1973.
- Le GAMOM 50 équipé de C-47 puis de Nord 2501 était actif à la base jusqu'au 1er septembre 1973, date de son transfert tout d'abord à la Possession (à la place de l'actuel port de commerce) puis à Gillot, où il est rebaptisé Escadron de Transport Outre-mer 00/050 "Réunion" (ETOM 50) en 1976, puis Escadron de transport 50 "Réunion".